# Óxido de níquel(II)
Óxido de níquel(II) é o composto com a fórmula química NiO. Ele é notável como sendo o único óxido bem caracterizado de níquel (apesar do óxido de níquel(III) Ni2O3 e NiO2 terem sido reivindicados como tal). A forma mineralógica do NiO é a bunsenita que é muito rara. É classificada como um óxido de metal de base. Milhões de quilos são produzidos anualmente com qualidade variável, principalmente como um intermediário na produção de ligas de níquel.

## Produção
O NiO pode ser preparado por vários métodos. Após o aquecimento acima de 400 °C, o pó de níquel reage com o oxigênio para dar o NiO. Em alguns processos comerciais, o óxido de níquel verde é feito pelo aquecimento de uma mistura de pó de níquel e de água a 1000 °C, a taxa para essa reação pode ser aumentada através da adição de NiO. O método mais simples e mais bem sucedido de preparação é através da pirólise de níquel(II), que são compostos como o hidróxido, nitrato e carbonato, que produzem um pó verde-claro. A síntese dos elementos de aquecimento do metal em oxigênio pode produzir cinza de pó preto, que indica a não estequiometria.

## Estrutura
O NiO adota a estrutura do NaCl, com o Ni octaédrico(II) e O2−. A estrutura conceitual simples é comumente conhecida como a estrutura de sal-gema. Como muitos outros óxidos metálicos binários, o NiO é muitas vezes não estequiométrico, ou seja, a razão Ni:O é diferente de 1:1. No óxido de níquel, esta não estequiometria é acompanhada por uma mudança de cor, com o NiO estequiometricamente correto, sendo verde e o NiO não -estequiométrico, sendo negro.

## Aplicações e Reações
O NiO tem uma variedade de aplicações especializadas e geralmente aplicações que se distinguem entre a "química", que é relativamente um material puro para aplicações especiais, e a  "metalúrgica", que é usada principalmente para a produção de ligas. É usado na indústria de cerâmica para fazer “frits”, ferrites e "porcelain glazes". O óxido sinterizado é usado para produzir ligas de aço ao níquel. Charles Edouard Guillaume recebeu o Prêmio Nobel 1920 de Física por seu trabalho em ligas de aço ao níquel, que ele chamou de “invar” e “elinvar”.
O NiO foi também um componente da bateria de níquel-ferro, também conhecida como a bateria de Edison, e é um componente das células a combustível. Ele é o precursor de muitos sais de níquel, para a utilização como catalisadores químicos especiais. Mais recentemente, o NiO foi usado para fazer as pilhas recarregáveis de NiCd, encontradas em muitos dispositivos eletrônicos até o desenvolvimento a nível superior, da bateria de íon de lítio.
Cerca de 4000 toneladas de produtos químicos de grau NiO, são produzidas anualmente. O NiO negro é o precursor dos sais de níquel, que surgem pelo tratamento com ácidos minerais. O NiO é um catalisador versátil de hidrogenação.
Aquecendo-se o óxido de níquel com um carbono, hidrogênio ou monóxido de carbono, reduz-se a níquel metálico. Ele combina com os óxidos de sódio e potássio em altas temperaturas (> 700 °C) para formar o “nickelate” correspondente.
O óxido de níquel reage com o óxido de cromo(III) em um ambiente úmido básico para a formação de cromato de níquel: [carece de fontes?]
2 Cr2O3 + 4 NiO + 3 O2 → 4 NiCrO4

## Riscos para a Saúde
A inalação a longo prazo do NiO é prejudicial para os pulmões, causando lesões e, em alguns casos, câncer.